# Флаг Сент-Кристофер-Невис-Ангильи
Исторически сложилось так, что существовали различные флаги Сент-Кристофер-Невис-Ангильи. Последняя версия флага, так называемый флаг «тройной пальмы», был введён в 1967 году.
«Тройная пальма» состоит из трёх вертикальных полос зелёного (представляющего Сент-Киттс), жёлтого (Невис) и голубого (Ангилья) цветов. В центральной жёлтой полосе изображена кокосовая пальма, символизирующая судьбу, смирение и гордость трёх островов.